# Воља
Воља је способност човека да свесно управља својом делатношћу у постизању постављеног циља.
Циљ који човек поставља себи у животу може да буде далек или близак. Понекад је за његово остварење потребан и цео живот. Препреке на путу до постављеног циља могу бити минималне али понекад захтевају и натчовечанске напоре. Зато је потребна воља, тј. она страна психичког живота човека која се испољава кроз свесне и целисходне вољне радње, које су тесно повезане са напором воље усмерене на остварење постављених циљева.

## Карактеристике воље
Воља је психички процес који спада у групу конативних функција, које се одвијају у три фазе;
- Прва фаза је борба мотива.
- Друга фаза је одлука о избору циља (селекција)
- Трећа фаза је извршење донете одлуке.

Без извршења донете одлуке нема испољавања воље, и у том случају говори се само о постојању жеље.
Воља је врло специфичан психички феномен, који карактеришу следеће три особине;
- свесни доживљаји током све три фазе,
- осећање напора
- извршење донете одлуке са са свесном антиципацијом, предвиђањем и предочавањем циља.

С обзиром да о вољи просуђујемо обавезно кроз њену реализацију, кроз извршење, онда се о вољи, као коначно мерило, узима понашање
Нема воље без вољних радњи тј без акције. Зато се све човекове радње могу поделити на;
- вољне радње и
- невољне радње, које су еволуционо претходиле појави вољних и свесних радњи.[1]

## Порекло воље
О пореклу воље постоје бројна неслагања у психологији, а многе теорије покушавају да сведу вољни процес на неку другу психичку функцију, као што су емоције, перцепција, мишљење, или представе сећања.
Према руском физиологу Ивану Павлову човеково понашање је одређено наученим условним рефлексима, наученим шаблонима понашања који одређују све поступке појединаца.
Зигмунд Фројд, психијатар, у својој теорији претпоставља да је основна човекова мотивација снага у сфери несвесног дела човекове личности.
Воља је површан феномен и она је много више под утицајем несвесних процеса, него што сама може утицати на несвесне садржаје који избијају у свесни део личности.
Зато се каже да је порекло воље, или да су корени њене енергије дубоко уроњени у нагонску сферу.
Воља је посебна карактеристика човека иако је њен корен у нагонима. Снагом воље човек слободно може изабрати свој пут. Воља је човекова слобода, и зато је човек слободнији од других живих бића зато што није везан само за своје нагоне.
| „ | Зато човек може да бира и изграђује свој мотивациони систем, да га уређује према својој вољи, и зато је одговоран за своје поступке. Ако није потпуно независан од својих ирационалних потреба, има бар делимичну слободу воље. Без воље која је слободна, без одговорности за изабрано понашање, не би се могао уредити живот у друштву на начин како је уређен. | ” |

## Вољне радње
Вољне радње су оне радње које су при своме изражавању, па према томе и при достизању основног циља, повезане са напором воље. У свакој вољној радњи може се разликовати неколико етапа;
- циљ и тежња да се он постигне
- познавање низа могућности за постизање циља,
- појава мотива који потврђују или побијају те могућности,
- борба и избор мотива,
- прихватање једне од могућности као решење,
- остваривање прихваћеног решења.